# Boubers-lès-Hesmond
Boubers-lès-Hesmond è un comune francese di 71 abitanti situato nel dipartimento del Passo di Calais nella regione dell'Alta Francia.

## Società

### Evoluzione demografica
Abitanti censiti